# Video Kids
De Video Kids was van 1984 tot 1985 een Nederlandse italodisco/spacedisco-formatie die gevormd werd door Peter Slaghuis (Hithouse) en Bianca Bonelli. 
De eerste single, Woodpeckers from space, was meteen een hit en ook de enige hit, met in Nederland en België op pieknoteringen tussen nummer 14 en de 18. Internationaal was het succes groter, met noteringen op 1 in Noorwegen en in de top 10 van bijvoorbeeld Duitsland, Zwitserland en Zweden. Het eerste album The invasion of the Spacepeckers was goed voor 1,1 miljoen verkopen wereldwijd. 
Het bleek een eendagsvlieg te zijn, want de drie singles die volgden haalden allen de hitparades niet, evenmin als het tweede en laatste album On satellite.
Video Kids werd in 1985 samen met Bolland & Bolland onderscheiden met de Conamus Exportprijs.
Belangrijke speler op de achtergrond was de producer Cat Music (Catapult) die ook teksten voor Video Kids schreef en produceerde voor allerhande bands, waaronder zelf in de formatie  Rubberen Robbie.

## Discografie

### Albums
| Album met eventuele hitnotering(en) in de Nederlandse Album Top 100 | Datum van verschijnen | Datum van binnenkomst | Hoogste positie | Aantal weken | Opmerkingen                    |
| ------------------------------------------------------------------- | --------------------- | --------------------- | --------------- | ------------ | ------------------------------ |
| The invasion of the Spacepeckers                                    | 1984                  | -                     |                 |              | #7 in Noorwegen, #44 in Zweden |
| On satellite                                                        | 1984                  | -                     |                 |              |                                |

### Singles
| Single met eventuele hitnotering(en) in de Nederlandse Top 40 | Datum van verschijnen | Datum van binnenkomst | Hoogste positie | Aantal weken | Opmerkingen                                                    |
| ------------------------------------------------------------- | --------------------- | --------------------- | --------------- | ------------ | -------------------------------------------------------------- |
| Woodpeckers from space                                        | 1984                  | 6-10-1984             | 14              | 7            | Nummer 17 in de Single Top 100, internationaal een grotere hit |
| Do the rap                                                    | 1985                  | -                     |                 |              |                                                                |
| Satellite                                                     | 1985                  | -                     |                 |              |                                                                |
| The witch doctor                                              | 1988                  | -                     |                 |              |                                                                |